# Håkstad
Håkstad est une localité du comté de Troms, en Norvège.

## Géographie
Administrativement, Håkstad fait partie de la kommune de Bardu.